# Thomas II Le Roy
Thomas II Le Roy ( - mort à Rome le  21 octobre 1524), est un prélat breton, évêque de Dol de 1522 à 1524.

## Biographie
Originaire de Messac, il est envoyé par la reine Anne de Bretagne, à Rome, où il réside entre 1512 et sa mort. Il est nommé abbé commendataire de l'abbaye de Landévennec  et désigné par le pape comme évêque de Dol en 1522 mais le roi François Ier refuse d'agréer sa nomination qu'il juge contraire au Concordat de Bologne. Thomas Le Roy assiste néanmoins aux États de Bretagne de septembre 1522 mais il meurt à Rome le 21 octobre 1524.

### Sources
- Jean Ogée, Dictionnaire historique et géographique de la province de Bretagne, Volume 1, 1843